# Maglia Casius

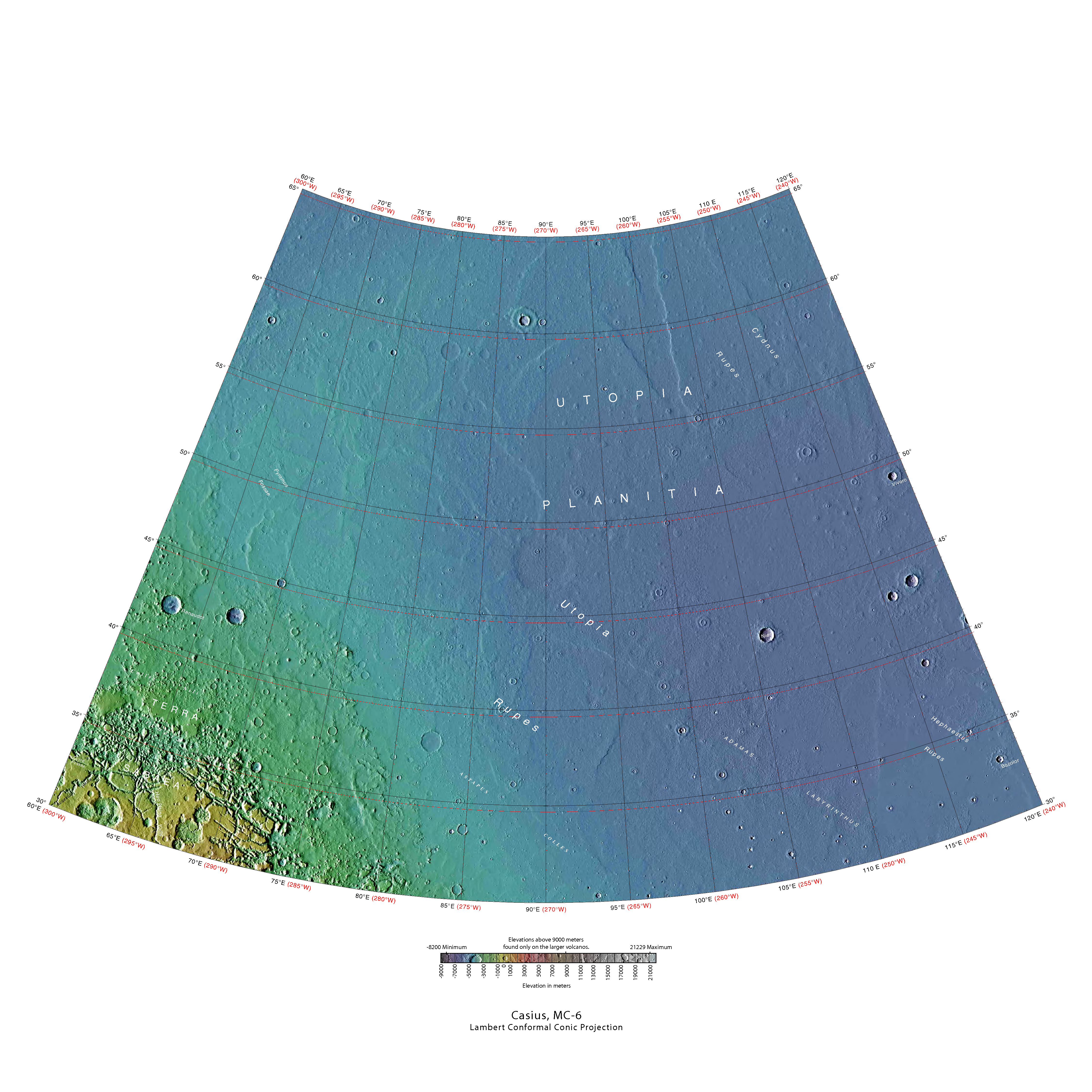
Mappa di MC-06 elaborata dallo strumento Mars Orbiter Laser Altimeter (MOLA) della sonda Mars Global Surveyor (2012). I picchi più elevati sono in rosso e i punti più profondi in blu.

La maglia Casius è la regione di Marte che occupa la zona tra i 60° e i 120° di longitudine est e tra i 30 e i 65° di latitudine nord ed è classificata col codice MC-06.
Il suo nome deriva dall'omonima caratteristica di albedo situata a 39,67°N e 100°E.

## Elementi geologici
La maglia è caratterizzata quasi interamente da un bassopiano geologicamente molto giovane, l'Utopia Planitia, e a sud-ovest dalla Terra Sabaea. Il terreno presenta una struttura tipica del suolo poligonale che lascia presagire l'esistenza di ghiaccio.

## Esplorazione
Al 2017 non è stata effettuata nessuna missione robotica di superficie in questa maglia, sebbene le Nilosyrtis Mensae fossero state candidate come luogo per l'atterraggio del rover Curiosity di Mars Science Laboratory; il sito è stato scartato in quanto non c'era un luogo pianeggiante abbastanza vicino dove poter atterrare in sicurezza. I dati e le immagini relativi a questa maglia sono stati ripresi da orbiter e sonde che hanno effettuato il fly-by.